# Athletic Club Barnechea

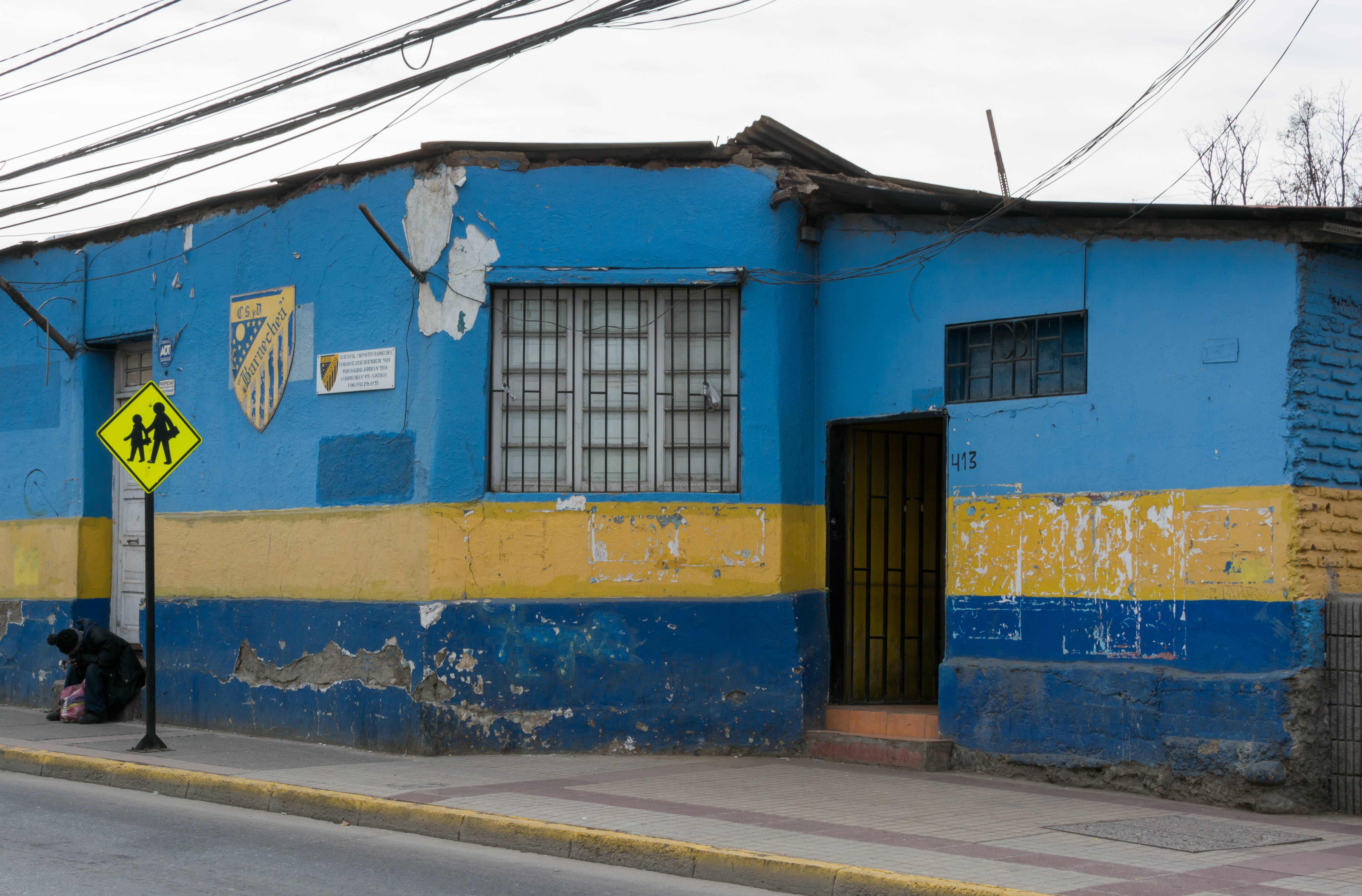
Sede do clube.

O Athletic Club Barnechea é um clube de futebol chileno localizado na comuna de Lo Barnechea, Santiago, que foi fundado no dia 23 de dezembro de 1929.

## História
Foi fundado no dia 23 de dezembro de 1929 quando o Club de Tiro Santa Rosa decidiu criar uma equipe de futebol, dando-lhe o nome de Deportivo Santa Rosa Barnechea, no ano de 1943 mudou seu nome para Deportivo Lo Barnechea, devido a um problema com o pároco da Parroquia Santa Rosa. Em 1993, o clube adotou a razão social Barnechea Fútbol Club. 
No ano de 2011 obtém o título da Terceira Divisão do Chile, alcançando o profissionalismo pela primeira vez.
Em 2012 adota o nome Athletic Club Barnechea.

## Temporadas
- Temporadas na Primeira Divisão: 1 (2014/15)
- Temporadas na Primera B: 5 (2012-2013/14, 2015/16, 2017-)
- Temporadas na Segunda Divisão: 1 (2016/17)
- Temporadas na Terceira Divisão: 23 (1989-2011)
- Temporadas na Quarta Divisão: 6 (1983-1988)

## Títulos
- Campeonato Chileno Segunda Divisão : 2016-17
- Campeonato Chileno Terceira Divisão : 2011